# Belleydoux
Belleydoux ist eine französische Gemeinde mit 306 Einwohnern (Stand 1. Januar 2022) im Département Ain in der Region Auvergne-Rhône-Alpes. Sie gehört zum Kanton Nantua im Arrondissement Nantua.

## Geographie
Belleydoux liegt auf 834 m an der Grenze zum Département Jura, etwa zehn Kilometer östlich der Stadt Oyonnax und 43 Kilometer östlich der Präfektur Bourg-en-Bresse (Luftlinie). Das Bauerndorf erstreckt sich im äußersten Nordosten des Haut-Bugey, im Jura, auf einem nach Südosten geneigten Hang über dem Tal der Semine, gegenüber dem Roche de la Fauconnière, am Rand der Hochfläche der Hautes-Combes.
Die Fläche des 17,63 km² großen Gemeindegebiets umfasst einen Abschnitt des südlichen französischen Juras. Der südliche Teil wird vom tief eingeschnittenen Erosionstal der Semine eingenommen, welche in diesem Bereich von Osten nach Westen fließt und ihr Wasser der Valserine zuführt. Das Tal wird von zwei markanten halbkreisförmigen Ausräumungskesseln mit charakteristischen senkrecht abfallenden Felswänden, den sogenannten „Cirques“, gesäumt. Südlich der Semine befindet sich der Cirque de la Fauconnière; die Grenze verläuft auf der Oberkante der Felswand (1200 m) am Rand des ausgedehnten Waldgebietes Forêt de Champfromier. Schräg versetzt auf der nördlichen Seite des Tals öffnet sich die Combe d’Orvaz, die ebenfalls von markanten Felswänden überragt wird.
Der westliche Gemeindeteil umfasst ein leicht gegen Süden geneigtes Hochplateau (im Durchschnitt auf 900 m), das teils als Weideland genutzt, teils mit Wald (Bois de la Montagne Brûlée und Forêt de Belleydoux) bestanden ist. Nach Osten leitet eine weitere Geländestufe zum Hochplateau der Hautes-Combes (nördlich an die Combe d’Orvaz anschließend) über. Ganz im Osten wird auf der Waldhöhe des Crêt Mathieu mit 1271 m die höchste Erhebung von Belleydoux erreicht. Das Gemeindegebiet ist Teil des Regionalen Naturparks Haut-Jura (frz.: Parc naturel régional du Haut-Jura).
Zu Belleydoux gehören neben dem eigentlichen Ort auch verschiedene Weiler und Hofgruppen, darunter:
- Merle-en-Bas (850 m) am Rand des Plateaus über dem Tal der Semine
- Merle-en-Haut (860 m) am Rand des Plateaus über dem Tal der Semine
- Gobet (920 m) am Hang nördlich des Tals der Semine

Nachbargemeinden von Belleydoux sind Viry, Les Bouchoux und La Pesse im Norden, Champfromier im Osten, Giron im Süden sowie Échallon im Westen.

## Geschichte
Erstmals urkundlich erwähnt wird Belleydoux im Jahr 1159. Es gehörte damals zur Herrschaft Gobet. Seit dem Mittelalter unterstand das Dorf der Oberhoheit der Grafen von Savoyen. Mit dem Vertrag von Lyon gelangte es im Jahre 1601 an Frankreich. An der Grenze zwischen Frankreich und der Franche-Comté gelegen, gab es bei Belleydoux im 17. Jahrhundert mehrfach Streitigkeiten. 1944 wurde das Dorf von deutschen Truppen teilweise zerstört.

## Bevölkerung
| Jahr                       | 1962 | 1968 | 1975 | 1982 | 1990 | 1999 | 2010 | 2020 |
| Einwohner                  | 314  | 250  | 200  | 222  | 232  | 277  | 321  | 308  |
| Quellen: Cassini und INSEE |      |      |      |      |      |      |      |      |

Mit 306 Einwohnern (Stand 1. Januar 2022) gehört Belleydoux zu den kleinen Gemeinden des Départements Ain. Nachdem die Einwohnerzahl in der ersten Hälfte des 20. Jahrhunderts markant abgenommen hatte (1906 wurden noch 646 Personen gezählt), wurde seit Mitte der 1970er Jahre wieder eine leichte Bevölkerungszunahme verzeichnet. Die Ortsbewohner von Belleydoux heißen auf Französisch Belleydousan(e)s.

## Sehenswürdigkeiten
Die Kirche Saint-Sébastien von Belleydoux wurde von 1830 bis 1832 erbaut. An der Stelle eines Vorgängerbaus wurde die Kapelle Sainte-Anne 1958 im Stil des Neoklassizismus errichtet. Im Weiler Gobet befindet sich ein Herrschaftssitz.

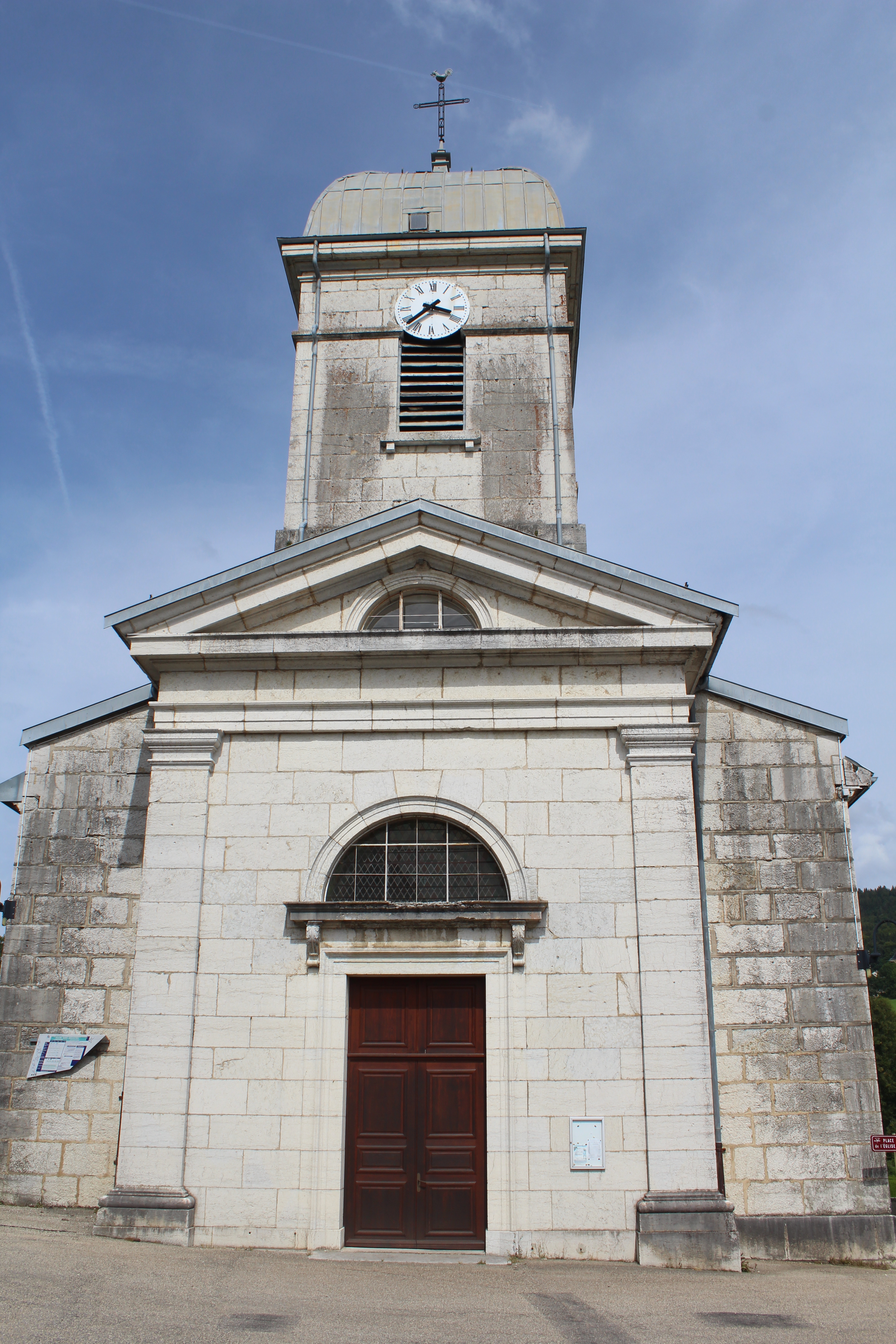
Kirche Saint-Sébastien
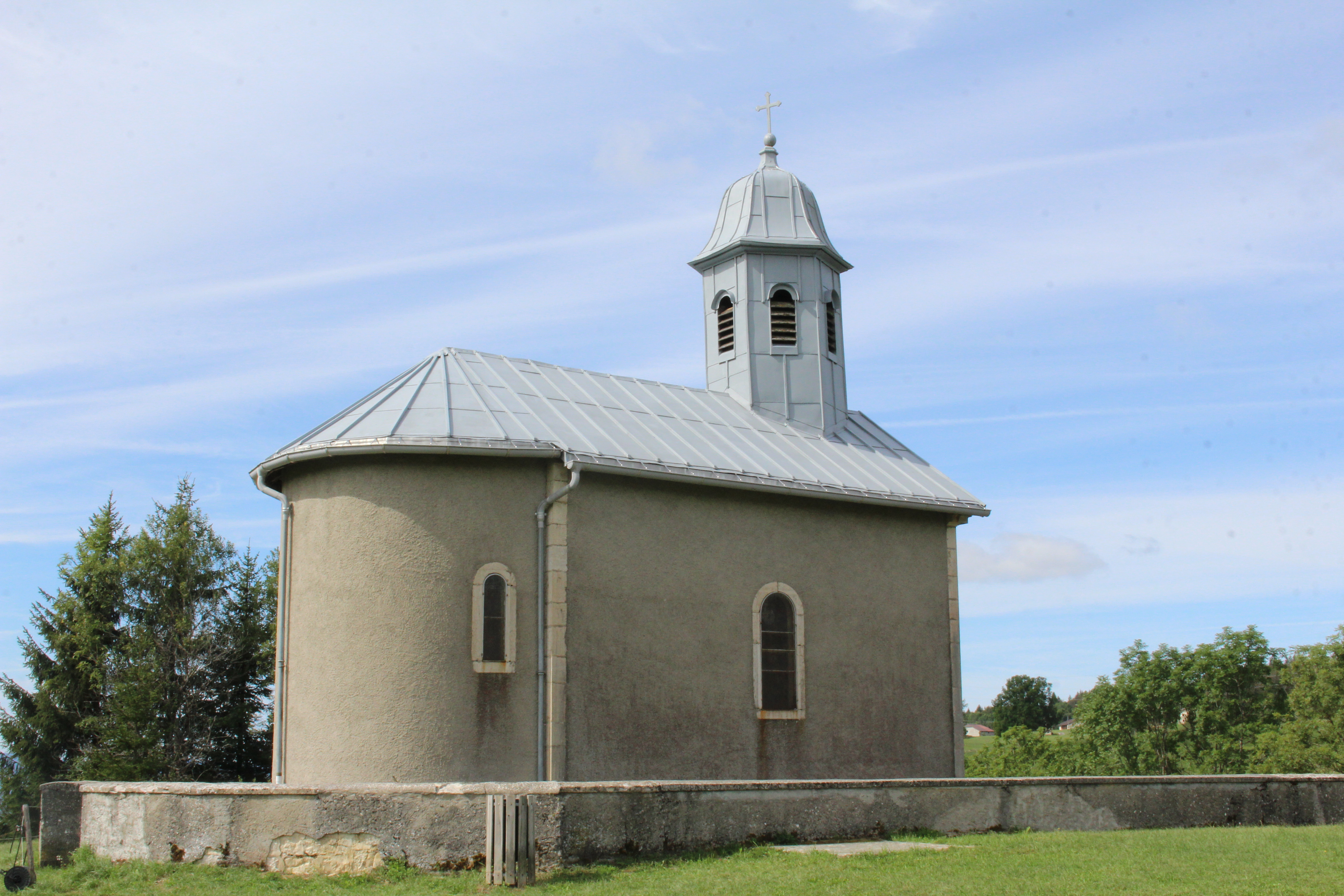
Kapelle Sainte-Anne
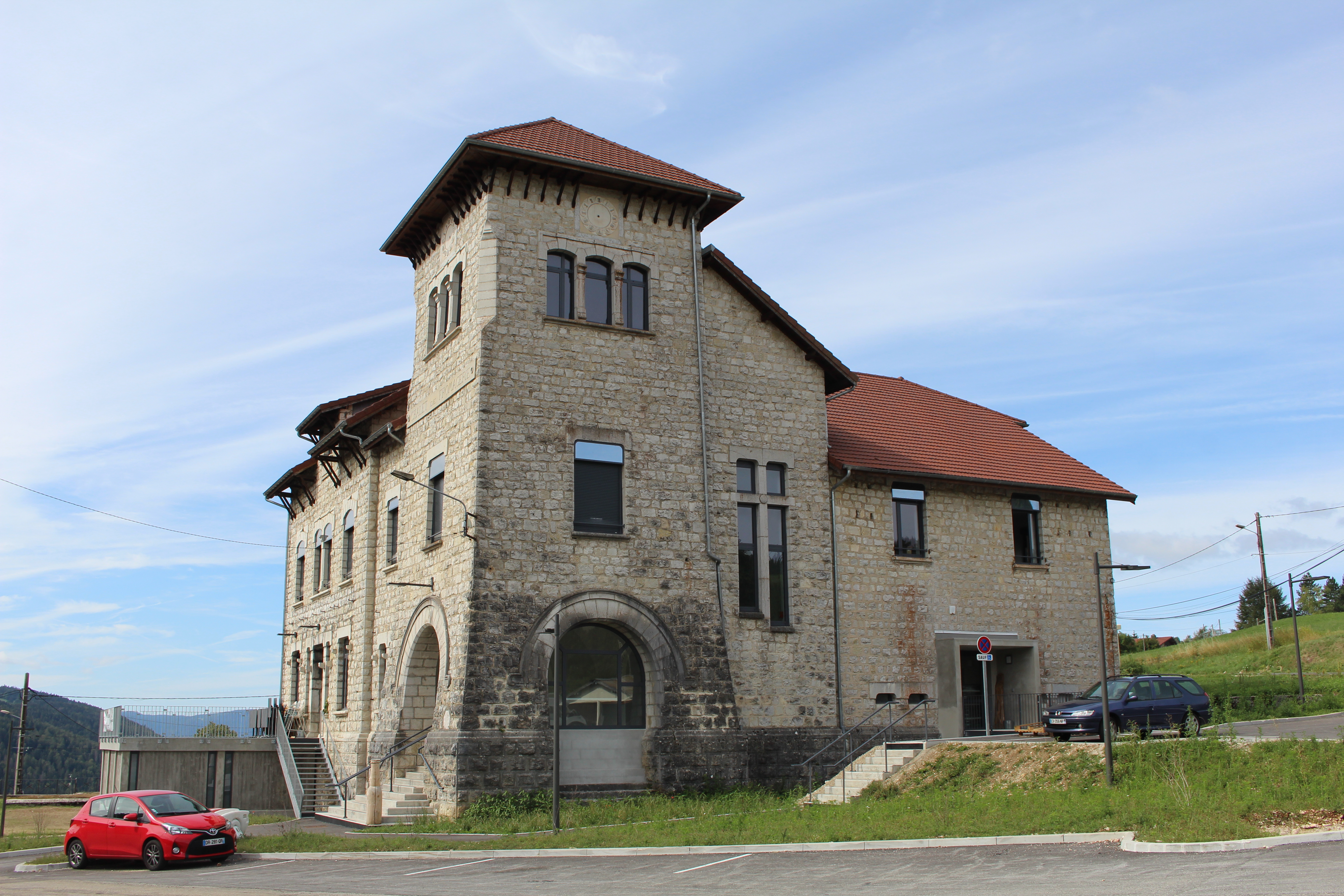
Käsereibetrieb in Belleydoux
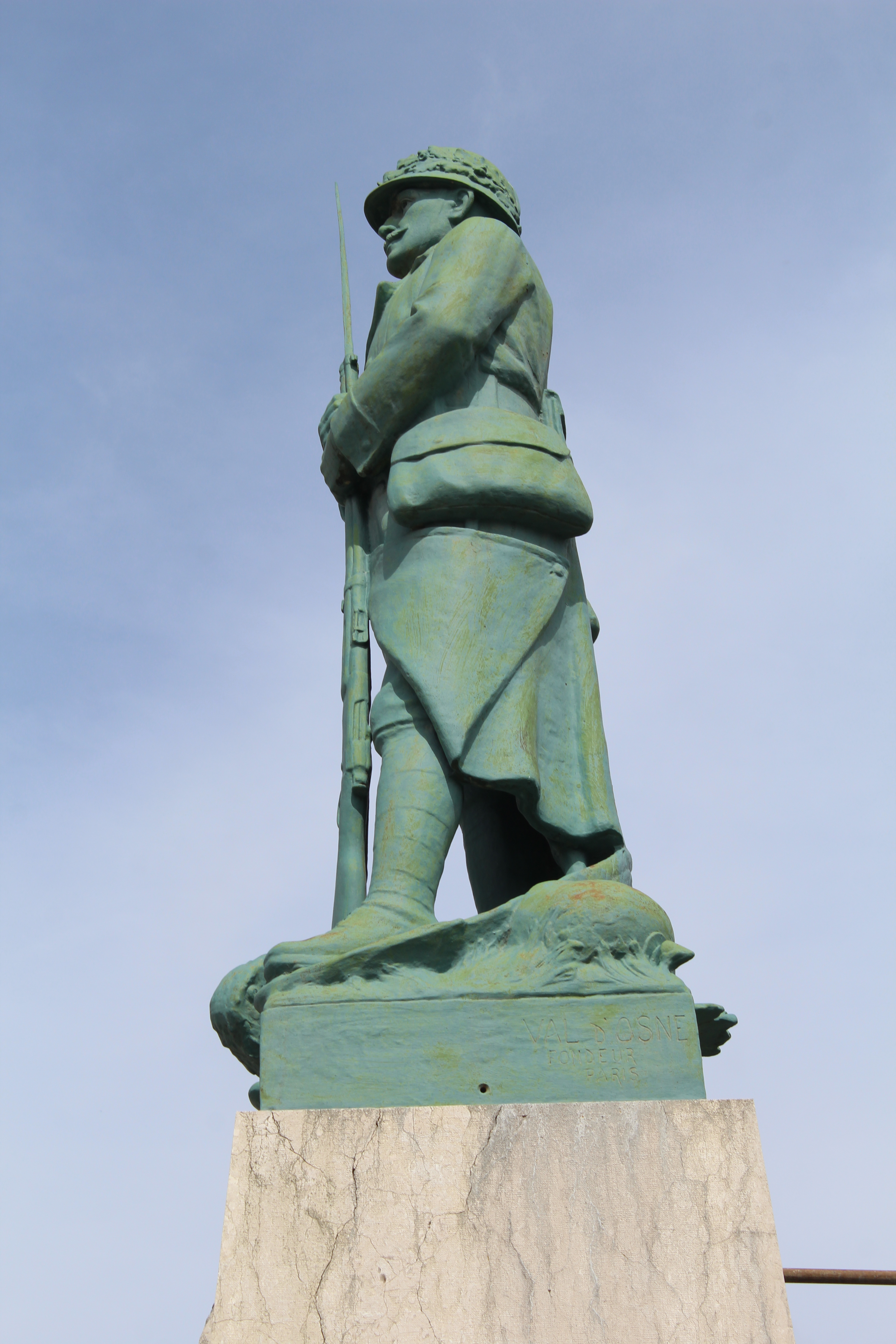
Gefallenendenkmal

## Wirtschaft und Infrastruktur
Belleydoux war bis weit ins 20. Jahrhundert hinein ein vorwiegend durch die Landwirtschaft, insbesondere Viehzucht und Milchwirtschaft, sowie durch die Forstwirtschaft geprägtes Dorf. Daneben gibt es heute einige Betriebe des lokalen Kleingewerbes. Viele Erwerbstätige sind auch Wegpendler, die in den größeren Ortschaften der Umgebung ihrer Arbeit nachgehen.
Als Erholungsort profitiert Belleydoux auch vom Tourismus, insbesondere vom Wintertourismus, wenn auf dem Plateau der Hautes-Combes Skilanglauf betrieben werden kann.
Die Ortschaft liegt abseits der größeren Durchgangsstraßen an einer Départementsstraße, die von Saint-Germain-de-Joux nach Saint-Claude führt. Weitere Straßenverbindungen bestehen mit Giron und La Pesse. Der nächste Anschluss an die Autobahn A40 befindet sich in einer Entfernung von rund 23 Kilometern.
In Belleydoux befindet sich eine staatliche Grundschule (école élémentaire).